# Iglesia de Iesu
La Iglesia de Iesu (nombre griego de Jesús) es un templo católico de estilo moderno y diseño minimalista, construido en el siglo XXI y sito en la Avenida de Barcelona en el barrio de Riberas de Loyola de San Sebastián. Ubicada en la margen izquierda del río Urumea junto al Jardín de la Memoria, las obras dirigidas por el arquitecto Rafael Moneo duraron cuatro años y el edificio se terminó de construir en la primavera de 2011, consagrándose al culto en ceremonia presidida por el obispo José Ignacio Munilla Aguirre el 14 de mayo de 2011.

## Descripción
El templo de un diseño vanguardista tiene unos 900 m² de superficie con los locales parroquiales anexos, y grandes alturas que van desde los 28 metros de la Capilla del Sacramento hasta los 21 metros de la Cruz. El edificio, que mira a oriente, ha sido calificado por el propio Rafael Moneo como «generoso en sus espacios y muy modesto en sus materiales». Destaca su planta en cruz quebrada y su condición no estrictamente simétrica, con la que según su autor «pretende reflejar las tensiones del mundo de hoy».
Destaca en esta iglesia su luminosidad propiciada por diferentes vanos abiertos en el techo que permiten que los rayos que penetran por estos, se reflejen en las paredes de estuco blanco que cubren el hormigón por dentro y fuera del templo. Este juego de luces dibuja una gran cruz asimétrica en el techo.

### Interior
La planta del edificio, al modo de las grandes catedrales, tiene forma de cruz y anexo se halla un edificio en forma de L. A la izquierda de la nave principal está la sacristía y el baptisterio, y a la derecha, la Capilla de la Reconciliación y la Capilla del Sacramento en donde se encuentra una gran vidriera y el sagrario. La vidriera ha sido diseñada por el propio arquitecto y hecha de alabastro procedente de Cintruénigo. El ventanal, que evoca a tiempos del románico, cuenta con cuatro motivos hechos con cristal: una cruz que representa la imagen de la propia iglesia, un sol y dos figuras de la luna en fases distintas.
La iluminación artificial consiste en una serie de lámparas cónicas suspendidas de una red de tensores, inspirada en el sistema de la Mezquita Azul de Estambul, que forma una especie de cubierta cercana a las cabezas de los feligreses, lo que contrasta con las altas paredes del templo y la distinta iluminación natural del techo.

### Varios

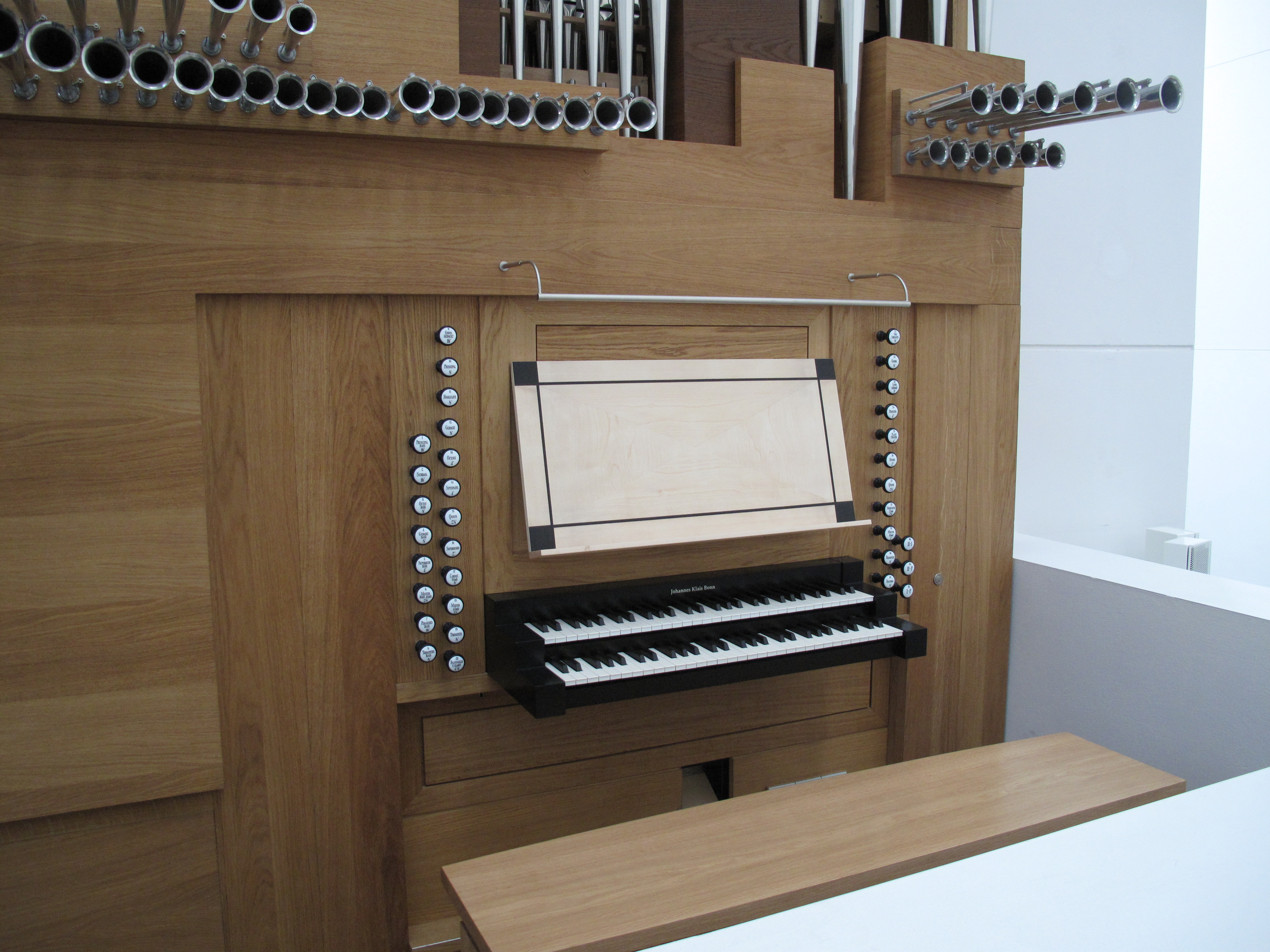
Detalle del órgano obra de Johanes Klais Bonn.

- En parte del sótano del edificio, por un acceso diferenciado y a otro nivel de la entrada al templo, se han instalado un aparcamiento y un supermercado,[6] aunque el propio Moneo ha destacado que «debajo de la iglesia hay suelo firme sin sótanos».[7]
- En el proyecto técnico presentado en febrero de 2008 en el Ayuntamiento de San Sebastián, se estimaba que el presupuesto de la obra ascendería a 10,6 millones de euros. El aforo de la iglesia es para 400 personas.[8]

- Su órgano, cofinanciado por la Diputación de Guipúzcoa  fue realizado por la compañía alemana Klais Orgelbau (Johanes Klais Bonn).
- El retablo principal del altar es obra del pintor Javier Alkain.
- Adorna la entrada de la iglesia una imagen de una Virgen con niño realizada en bronce, obra del escultor José Ramón Anda.[9]